# دانيال كيركوود
دانيال كيركوود Daniel Kirkwood عالم فلك أمريكي - دانيال كيركوود (11 يونيو 1895 27 سبتمبر 1814).
ولد كيركوود في مقاطعة هارفورد بولاية ماريلاند لجون وأغنيس (ني هوب) كيركوود
تخرج في الرياضيات من أكاديمية مقاطعة يورك في نيويورك، ولاية بنسلفانيا في 1838. وبعدالتدريس هناك لمدة خمس سنوات، أصبح مدير مدرسة لانكستر العليا في لانكستر بولاية بنسلفانيا، وبعد خمس سنوات أخرى انتقل ليصبح مدير أكاديمية بوتسفيل في بوتسفيل، ولاية بنسلفانيا. في عام 1851 أصبح استاذا للرياضيات في كلية ولاية ديلاوير وفي عام 1856 استاذا للرياضيات في جامعة إنديانا في بلومينغتون، إنديانا، حيث مكث حتى تقاعده في عام 1886، مع استثناءعامي، 1865-1867 كان يعمل في كلية جيفرسون في كانونسبورغ، بنسلفانيا

## مساهمات كيركوود في الفلك
وجاءت مساهمة كيركوود وأهم دراسته لمدارات الكويكبات وعند ترتيب العدد المتزايد آنذاك من الكويكبات المكتشفة بحسب بعدها عن الشمس، لاحظ وجود عدة ثغرات أو فجوات تعرف الآن بأسم فجوة كيركوود
وترتبط هذه الفجوات مع رنين مداري مع مدار كوكب المشتري. وعلاوة على ذلك، اقترح كيركوود أيضا ديناميكية مماثلة ومسؤولة عن قسم كاسيني في حلقات زحل، نتيجة لرنين مع أحد أقمار زحل. وكان أول من إفترض أن المواد في زخات الشهب ما هي إلا حطام المذنبات.
كما حدد كيركوود الانماط المتعلقة بين مسافات الكواكب وفترات التناوب الخاصة لكل كوكب والتي كانت تسمى قانون كيركوود ل. وبسبب هذا الاكتشاف حصل كيركوود على سمعة دولية بين الفلكيين. كان يطلق عليه اسم «كبلر الأمريكي» من قبل سيرز كوك ووكر، الذي ادعى أن قانون كيركوود يثبت نظرية السديم الشمسي على نطاق واسع. ومنذ ذلك الحين فقد «القانون» مصداقيته عندماأظهرت قياسات جديدة لفترات تناوب الكواكب أن هذا النمط غير صحيح.
و حتى عام 1880م كان يعتقد أن جميع المذنبات الساطعة بالقرب من الشمس عبارة عن عودة متكررة لمذنب راعي للشمس واحد. حتى جاء كيركوود بالإضافة إلى الفلكي الألماني هاينريش كروتز واكدوا أن هذة المشاهدات ليست عودة لنفس المذنب، وإنما كان كل ظهور عبارة عن مذنب مختلف.
في عام 1891، وفي سن ال 77، أصبح محاضرا في علم الفلك في جامعة ستانفورد. توفي في ريفرسايد، في كاليفورنيا عام 1895.
كتب 129 منشورا، بما في ذلك ثلاثة كتب. وتم تسمية الكويكب 1951 AT 1578 كيركوود تكريما له، وكذلك كانت حفرة كيركوود على سطج القمر تحمل إسمة، وكذلك مرصد كيركوود بجامعة إنديانا. ودفن في مقبرة تل روز في بلومينغتون، إنديانا، حيث الجادة كيركوود منسوبة الية.
كان كيركوود ابن عم حاكم ولاية ايوا صموئيل كيركوود جوردن الذي أصبح وزير داخلية الولايات المتحدة في عهد الرئيس جيمس جارفيلد والرئيس تشستر آرثر.

## اقرأ أيضا
- هاينريش كروتز
- مذنب راعي الشمس

## وصلات خارجية
- دانيال كيركوود على موقع الموسوعة البريطانية (الإنجليزية)